# أولينس
أولينس أو أوهلينس (بالإنجليزية: Öhlins) شركة سويدية مختصة في صناعة أنظمة التعليق للمركبات والدراجات النارية والجبلية، والمحركات الآلية، تأسست سنة 1976 على يد كينث أولين Kenth Öhlin ويقع مقرها في أوبلاندس فاسبي (بالإنجليزية: Upplands Väsby) جنوب شرق السويد.
اشتهرت الشركة كعلامة حاضرة في سباقات الجائزة الكبرى للدراجات النارية motoGP' و بطولة العالم لسيارات السياحة المعروفة اختصارا ب WTCC.